# Megadictínids
Els megadictínids (Megadictynidae) són una família d'aranyes araneomorfes endèmiques de Nova Zelanda. Fou descrita l'any 1967 per Lehtinen.

## Taxonomia
És una família que havia sigut reconeguda com a tal fa uns anys, va perdre aquest estatus i, recentment, l'ha recuperat. És un grup d'aranyes que va ser extret dels dictínids (Dictynidae) per Lehtinen el 1967. Forster, el 1970, les va considerar com a sinònim del nicodàmids (Nicodamidae) (1970b: 177). Recentment, el 2017, Dimitrov et al. han restablert el seu estatus de família. Aquest estatus familiar ja va ser assumit per Murphy & Roberts l'any 2015.

### Gèneres i espècies
Amb data del maig 2018 el World Spider Catalog reconeixia dos gèneres, cadascun amb una única espècie:
- Forstertyna Harvey, 1995
  - Forstertyna marplesi (Forster, 1970) (espècie de tipus) – Nova Zelanda

- Megadictyna Dahl, 1906
  - Megadictyna thilenii Dahl, 1906 (espècie de tipus) – Nova Zelanda